# Všivec
Všivec (Pedicularis) je velmi bohatý rod dvouděložných rostlin z čeledi zárazovitých. Taxonomie rodu není zcela prozkoumána a uvádí se, že rod je tvořen 600 až 800 druhy vesměs poloparazitických rostlin.

## Rozšíření
Rostliny rodu všivec jsou rozšířeny hlavně v mimotropických pásmech na severní polokouli. Několik málo druhů roste také v Jižní Americe v Andách. Druhy vyskytující se v České republice jsou málo početné a jsou řazeny k silně ohroženým či kriticky ohroženým.
V přírodě ČR se v současnosti vyskytují tyto čtyři druhy:
- všivec bahenní (Pedicularis palustris L.)
- všivec krkonošský (Pedicularis sudetica Willd.)
- všivec lesní (Pedicularis sylvatica L.)
- všivec statný (Pedicularis exaltata Bess. ex Bunge)

V minulosti v Česku ještě rostl dnes již vyhynulý
- všivec žezlovitý (Pedicularis sceptrum-carolinum L.)

## Popis
Všivce jsou poloparazitické byliny jednoleté, dvouleté nebo vytrvalé, které se svými tenkými kořínky přes haustoria (příchytné kořeny) napojují na kořeny parazitovaných rostlin, ze kterých vysávají vodu a minerální látky. Lodyhy mají porostlé střídavými, vstřícnými nebo v přeslenech umístěnými listy nejčastěji jedno či dvounásobně peřenosečnými, ojediněle jsou pouze zubaté nebo celokrajné. Spodní listy obvykle mají dlouhé řapíky, horní mívají řapíky krátké nebo jsou přisedlé.
Květenství bývají terminální nebo vyrůstají v úžlabí listenů podobných listům. Oboupohlavné květy mají kalich trubkovitý až zvonkovitý, často dvoupyský a hluboce rozdělený do dvou až pěti laloků. Jejich koruna může být zbarvená fialově, červeně, žlutě nebo bíle a je dvoupyská. Horní pysk bývá přilbovitý a spodní trojlaločný. Dvojmocné tyčinky jsou nitkami přirostlé ke koruně, svrchní semeník má na dlouhé čnělce hlavičkovitou bliznu. Plody jsou zploštělé dvoupouzdré tobolky obsahující drobná semena. Květy jsou opylovány hmyzem, velmi často čmeláky, opylovačům poskytují nektar i pyl.

## Význam
Rostliny se ekonomicky nevyužívají a škody které způsobují svým parazitováním nebývají velké, většinou se připojují na planě rostoucí rostliny. Místy, například i v Česku, bylo odvaru z bylin využíváno k likvidaci vší a dalších parazitů, odtud vzniklo jméno rodu.

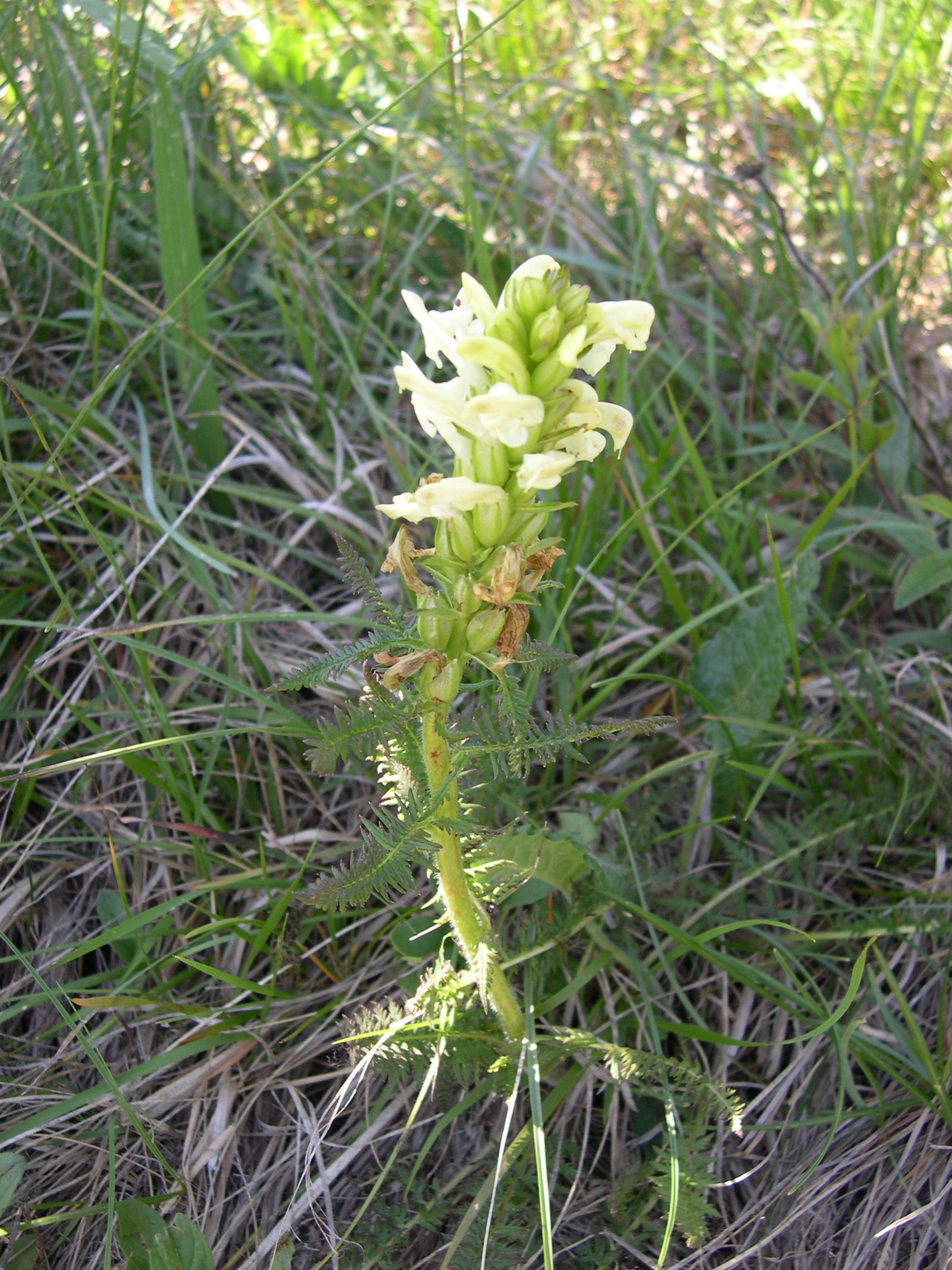
Všivec chocholatý
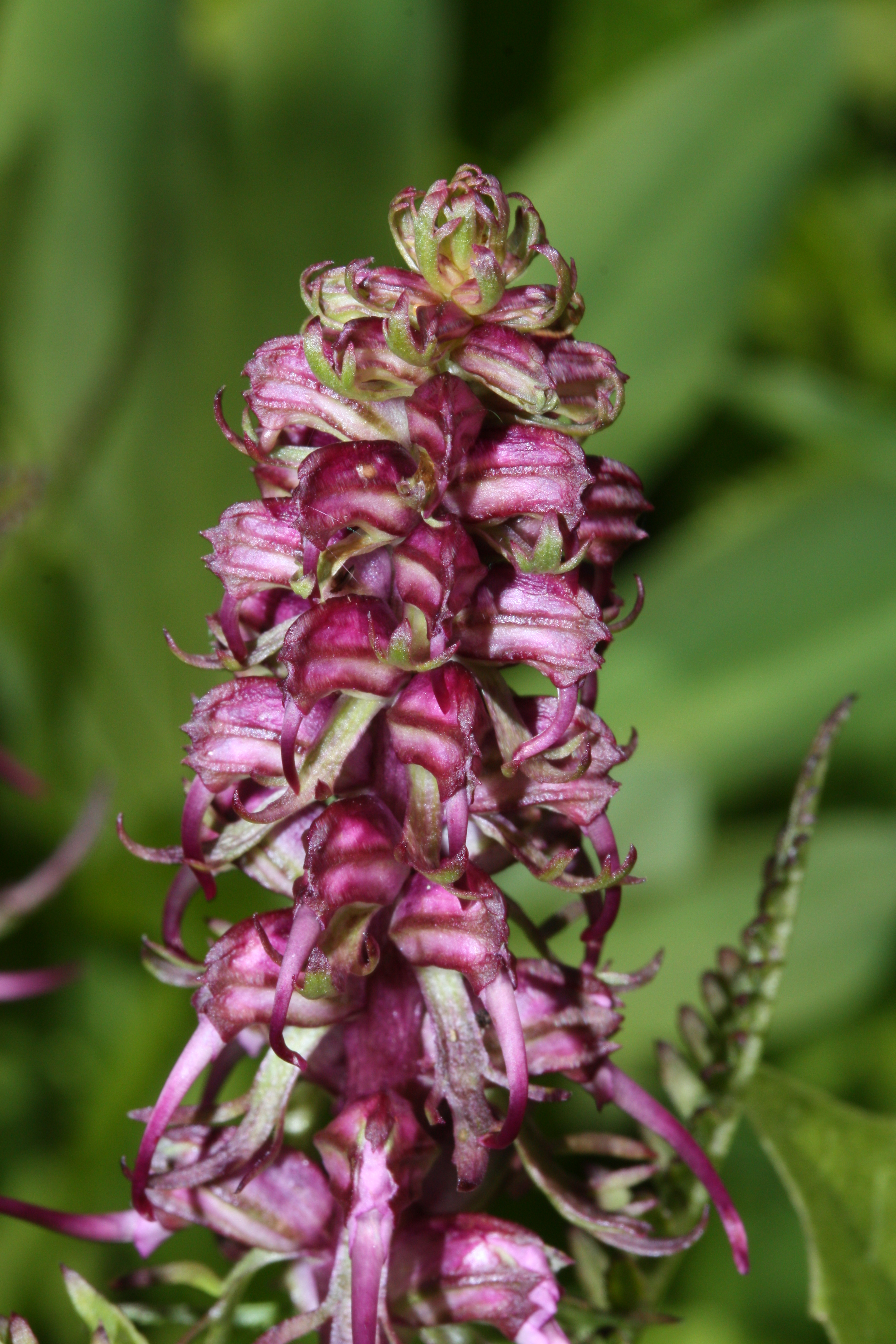
Všivec grónský
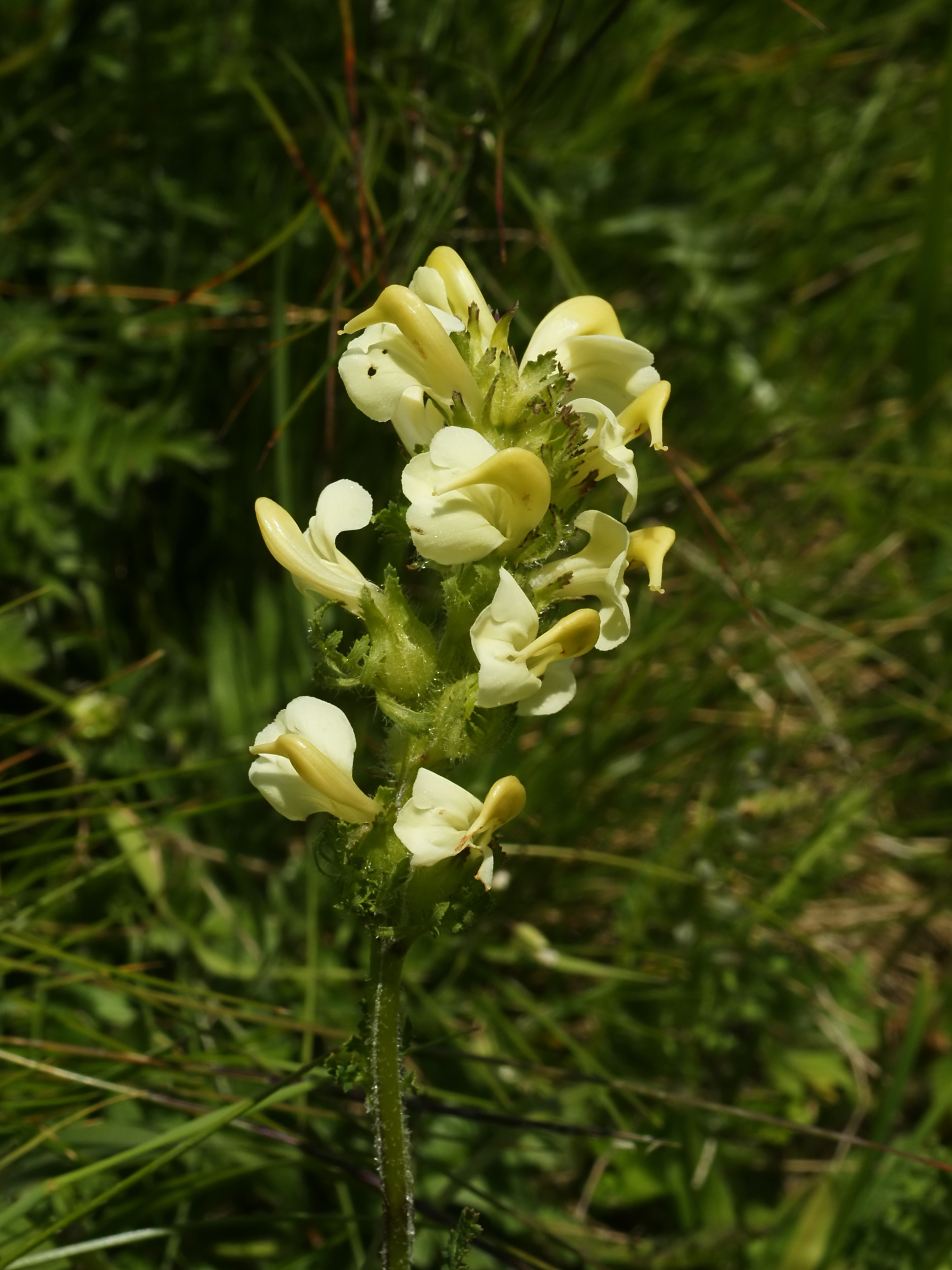
Všivec hlíznatý
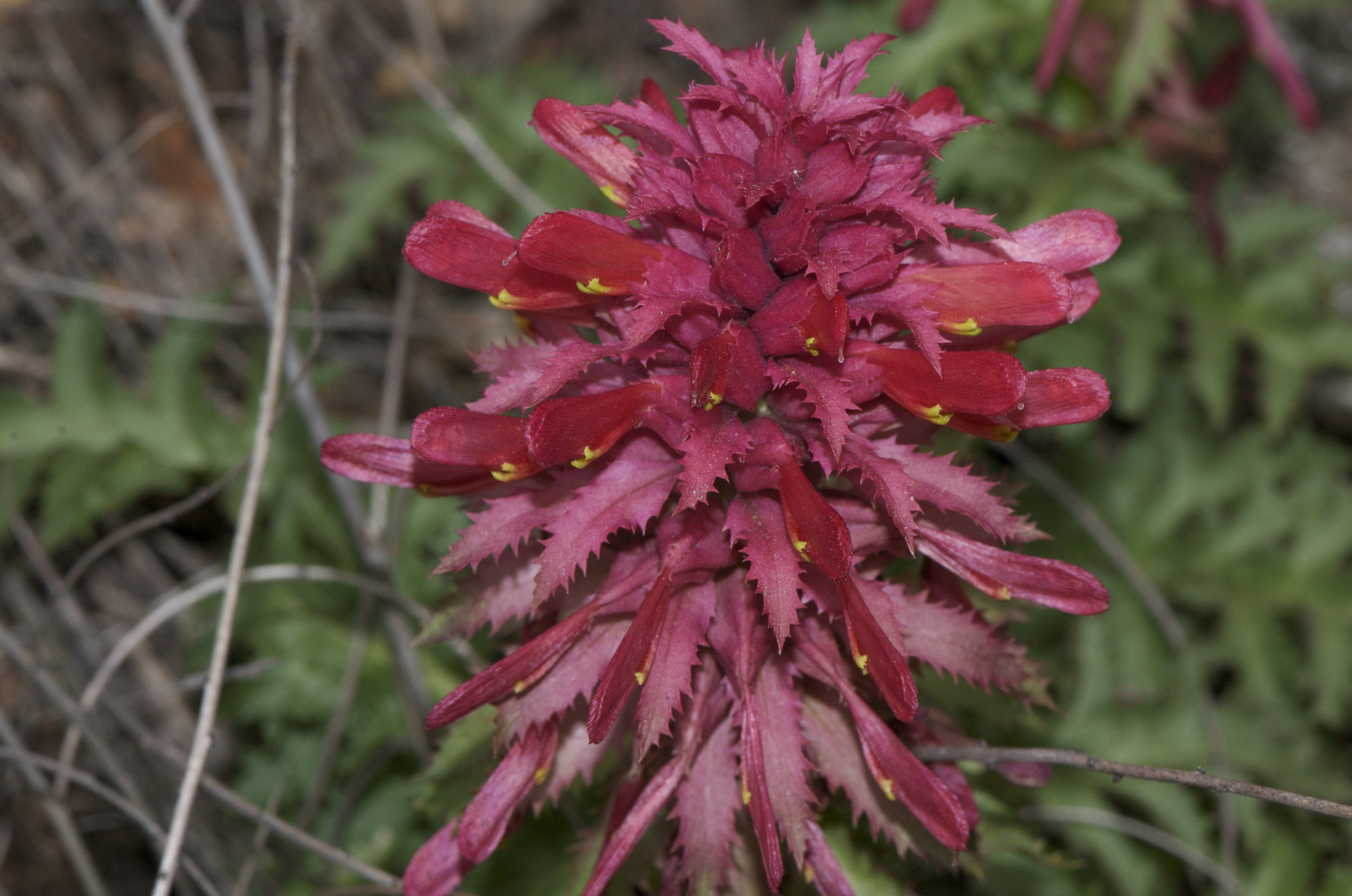
Všivec hustokvětý
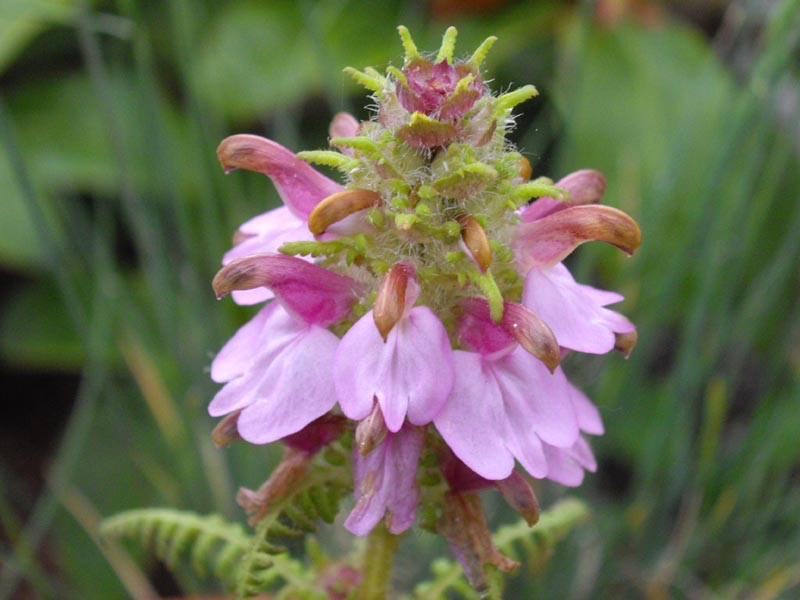
Všivec nádherný